# Менсфилд (Вашингтон)
Менсфилд (енгл. Mansfield) град је у америчкој савезној држави Вашингтон. По попису становништва из 2010. у њему је живело 320 становника.

## Демографија
Према попису становништва из 2010. у граду је живело 320 становника, што је 1 (0,3%) становника више него 2000. године.
| Група             | 2000.       | 2010.       |
| Белци             | 297 (93,1%) | 301 (94,1%) |
| Афроамериканци    | 0 (0,0%)    | 0 (0,0%)    |
| Азијати           | 0 (0,0%)    | 1 (0,3%)    |
| Хиспаноамериканци | 11 (3,4%)   | 15 (4,7%)   |
| Укупно            | 319         | 320         |